# Jeux aquatiques de l'Empire romain
 (janvier 2023).
Au début de l'Empire romain apparaissent des spectacles d'un nouveau genre, rompant avec les classiques combats de gladiateurs. Ces représentations utilisant l'eau comme élément de décor ou de mise en scène se distinguent des violents et sanguinaires combats nautiques — les naumachies — qui leur sont contemporains par leur usage plus fréquent et leur caractère artistique lorsqu'il s'agit de pièces de théâtre. Celles-ci sont souvent inspirées des mythes gréco-romains qui leur confèrent un aspect fabuleux existant aussi dans le dressage d'animaux exotiques.

## Les différents types de chasses aquatiques
Les naumachies ne sont pas les seuls spectacles romains où l'eau était utilisée : dès la fin de la République, on voit aussi parmi les traditionnels spectacles de chasse (venationes), des présentations de la faune du Nil. Les bassins aménagés pour la circonstance permettaient de reconstituer un décor inspiré par les paysages égyptiens, très appréciés aussi par l'iconographie contemporaine.
Le premier spectacle présentant des crocodiles fut donné en 58 av. J.-C. Sous Auguste, une chasse à l'hippopotame eut lieu en 29 av. J.-C. pour l'inauguration du temple de Diuus Julius. En 2 av. J.-C. 36 sauriens furent tués dans un bassin creusé au Cirque Flaminius. Néron aussi présenta des crocodiles dans l'arène inondée de son amphithéâtre de bois, comme en témoigne le poète Calpurnius Siculus (VII, 65-68).
Ce dernier parle également d'un combat entre des ours et des phoques. Après la faune du Nil, celle de la mer fit son apparition à Rome ; Suétone (Néron, XII, 2-6) confirme ce point. Pline l'Ancien (Histoire naturelle, IX, 41) écrit que le phoque était devenu assez courant dans les spectacles de dressage au plus tard à l'époque flavienne ; le naturaliste note que cet animal est capable de comprendre l'ordre verbal de saluer le public et de répondre à l'appel de son nom.
Mais les animaux amphibies ne furent pas les seuls à être présentés dans un décor aquatique. Lors des jeux inauguraux de 80 apr. J.-C., on vit des chevaux et des taureaux exécuter quelques tours qu'ils faisaient habituellement sur un sol sec. Sans doute durent-ils se dresser sur leurs pattes avant, l'arrière de leur corps caché par l'eau, de manière à figurer les chevaux ou les taureaux marins si fréquemment représentés dans l'art romain. On connaît par Martial (XXVIII, 4-6) d'autres spectacles où fut recherchée une telle analogie.
L'apparition de tels spectacles dérive naturellement de la tradition de la uenatio, associée au goût toujours croissant des Romains pour les exhibitions de nouvelles espèces animales et pour les décors illusionnistes imitant leur milieu naturel.

## Les mimes et chorégraphies aquatiques
Enfin, lors des Jeux de 80, d'autres spectacles encore eurent lieu dans l'arène inondée de l'amphithéâtre, que Martial est le seul à mentionner (Livre des Spectacles (XXVXXVI).
Le premier fut une représentation de la légende de Héro et Léandre, qui relatait comment un jeune homme rejoignait chaque soir la tour où était enfermée sa bien-aimée en traversant à la nage le détroit d'Hellespont, guidé par une lampe. On en connaît quelques représentations figurées. Lors du spectacle, qui eut lieu de nuit pour être fidèle à la légende, on vit un acteur traverser le plan d'eau de l'amphithéâtre, sans doute en direction d'un décor représentant la tour de Héro.
Ensuite, le public put voir un « chœur de Néréides », des nageuses évoluant au milieu de l'arène et dessinant des figures dans l'eau. Leur prestation, telle que la décrit le poète, rappelle à la fois un spectacle de danse aquatique et une sorte de numéro de « music hall ».
Ces spectacles peuvent être rapprochés de certains mimes à thèmes mythologiques ou légendaires, connus par d'autres sources, où les acteurs, jouant sans masques, devaient posséder un aspect physique en harmonie avec le rôle. Divertissement de banquet dans la Grèce classique, ce type de spectacles, introduit au théâtre, se déroulait volontiers dans un décor évoquant avec réalisme un paysage naturel. Ils continuèrent à être appréciés durant toute l'époque romaine. Apulée par exemple, dans Les Métamorphoses (X, 30-32) évoque la reconstitution au théâtre de Corinthe d'une montagne de bois plantée d'arbres, décor d'une représentation du jugement de Pâris ; il décrit aussi le cortège de jeunes femmes représentant les Grâces et d'enfants costumés en Amours destinés à entourer l'actrice personnifiant Vénus, elle-même choisie pour sa beauté. 
L'utilisation de l'amphithéâtre mis en eau pour une représentation de la traversée de Léandre procédait de la même recherche d'un réalisme maximum. Mais le choix d'une légende de thème aquatique et l'utilisation d'un véritable bassin pour la représenter est une innovation romaine, même si la date exacte de son apparition reste incertaine. En effet, la traversée de Léandre et le chœur des Néréides des Jeux de Titus ne nous sont connus que par Martial, et le poète ne les présente pas explicitement comme une nouveauté. Ils sont passés sous silence par les historiens qui ont rendu compte de ces jeux, enclins à n'évoquer que les spectacles nouveaux ou exceptionnels. Il est possible donc que ces spectacles soient apparus plus tôt, notamment en Campanie, où quelques théâtres possédaient déjà, à l'époque julio-claudienne, un bassin susceptible de les accueillir.

## Le devenir de ces spectacles
Malgré les lacunes de la documentation écrite, il est possible de comprendre quel fut le devenir de ces spectacles.
Les chasses nilotiques de Scaurus, puis d'Auguste avaient été jugées dignes de mention par les historiens parce qu'elles représentaient des innovations. Au-delà, la persistance de ces spectacles se découvre surtout au hasard d'une notice de Pline sur une espèce animale, au détour de quelques vers d'un poète comme Calpurnius Siculus. C'est là un signe, non de la raréfaction de ces spectacles, mais de leur banalisation. Un texte d'Ammien Marcellin (Histoires, XXII, 24) indique que pendant plusieurs siècles, la faune nilotique fut assez courante dans les chasses romaines pour engendrer un grave dépeuplement dans les régions d'origine. Au Ve siècle, la présentation d'une chasse aux crocodiles dans un bassin était toujours en usage. On sait en effet par ses Lettres (VI, 43 ; X, 141 & 151) que, lors des jeux qu'il organisa en 401, Symmaque fit venir des crocodiles et demanda l'autorisation d'« inonder le théâtre» pour l'occasion, sans qu'on sache à quel édifice il fait allusion (IV, 8).
Quant aux mimes aquatiques, une lettre de Fronton (III, 14,3-4) montre qu'un siècle après les jeux de 80, la légende de Léandre et Héro était devenue très populaire auprès du public grâce à ses nombreuses représentations. Dans la mesure où la traversée de l'Hellespont était l'épisode central de la légende, il s'agissait probablement là encore de spectacles aquatiques. Comme pour les chasses de thème nilotique, il faut ensuite attendre le Bas-Empire pour retrouver des témoignages explicites. Ceux-ci attestent d'ailleurs la diffusion des mimes et des chorégraphies aquatiques dans les provinces. Le plus détaillé est un passage de Jean Chrysostome (Homélie VII sur saint Mathieu, 5-7) évoquant des spectacles d'Antioche où l'on voyait nager des acteurs et des actrices dans la piscine d'un théâtre ( kolymbèthra). Les termes employés suggèrent qu'ils devaient évoluer en fonction d'une chorégraphie, comme les jeunes femmes du spectacle de 80. Bien que Jean Chrysostome n'en dise rien, la nudité des nageuses, qui soulève son indignation, avait peut-être le prétexte d'un thème mythologique. Elles pouvaient personnifier des Nymphes, ou des Néréides comme dans le spectacle décrit par Martial. Le poète d'époque flavienne et le prédicateur de la fin du IVe siècle décrivent donc des mises en scène assez voisines. Une rapide allusion de Saint Augustin à un spectacle où on allait voir « la mer au théâtre» (mare in theatro) montre que de tels spectacles étaient aussi connus en Afrique du Nord à la même époque. Enfin, pour l'Italie, on peut citer les vers 326-332 du De Mallii Theodori consulatu de Claudien, évoquant des jeux donnés en 398. Le poète y décrit la présentation au théâtre de spectacles pyrotechniques, puis d'une « mer soudainement apparue » devant les spectateurs, où évoluent de « mélodieux rameurs » (remiges canori), donc des chanteurs montés sur des barques.
Pour les uenationes, en dehors des premières présentations de la faune du Nil, effectuées dans des installations de fortune, la plupart des spectacles aquatiques les mieux attestés des époques julio-claudienne et flavienne eurent lieu à l'amphithéâtre, sans doute dans un bassin analogue à ceux retrouvés à Vérone et à Mérida. Après la transformation des sous-sols du Colisée, le site le plus utilisé fut probablement la naumachie de Trajan. Ses gradins et les dimensions plus réduites du bassin la rendaient  apte à présenter des naumachies analogues à celles des amphithéâtres, mais aussi les autres spectacles aquatiques que l'arène avait accueillis, où une bonne vision des détails était nécessaire. On sait en outre par Symmaque qu'il existait de son temps à Rome un théâtre adapté à la mise en eau, où on donnait sans doute indifféremment des chasses ou des mimes. De fait, les plus nombreuses installations manifestement destinées à des spectacles aquatiques ont été retrouvées dans des théâtres. Outre quelques réalisations précoces en Campanie et à Daphné près d'Antioche, divers théâtres furent réaménagés pour pouvoir être mis en eau entre le IIIe siècle av. J.-C. et le Ve siècle av. J.-C. Ces installations tardives sont réparties entre l'Italie, la Grèce et le Moyen-Orient, ce qui confirme la diffusion de ces spectacles dans une partie de l'Empire, déjà suggérée par les textes. À chaque fois, les modifications apportées à l'édifice sont analogues : un bassin, d'un diamètre moyen de 25 m et d'une profondeur de 1, 15 m environ, était réalisé dans l'orchestra grâce à l'édification d'un muret semi-circulaire soudé à la frons pulpiti et à la pose d'un revêtement étanche. La mise en eau était assurée soit par une citerne ménagée sous la cavea ou sous le bâtiment de scène, soit directement par la dérivation d'un aqueduc. Ces bassins d'une taille modeste suffisaient aux évolutions de quelques animaux amphibies ou à la suggestion d'un décor maritime pour un mime. Malgré son caractère sans doute très lacunaire, soumis au hasard des découvertes et de la conservation des vestiges, le tableau chronologique des exemples bien attestés montre que la diffusion du modèle s'est essentiellement faite d'Ouest en Est. Si on ajoute à ces édifices les théâtres à kolymbèthra de Milan et de Rome, attestés par les textes, on constate la place prépondérante gardée jusqu'au bout par l'Italie dans le domaine des spectacles aquatiques.
Les naumachies, mais aussi les chasses et les mimes aquatiques apparaissent donc tous comme des spectacles spécifiquement romains ou italiens, apparus entre la fin de la République et les débuts de l'époque julio-claudienne. Ils ont donné naissance à des installations qui sont encore loin d'avoir été toutes répertoriées ou suffisamment fouillées.